# Lámpara solar

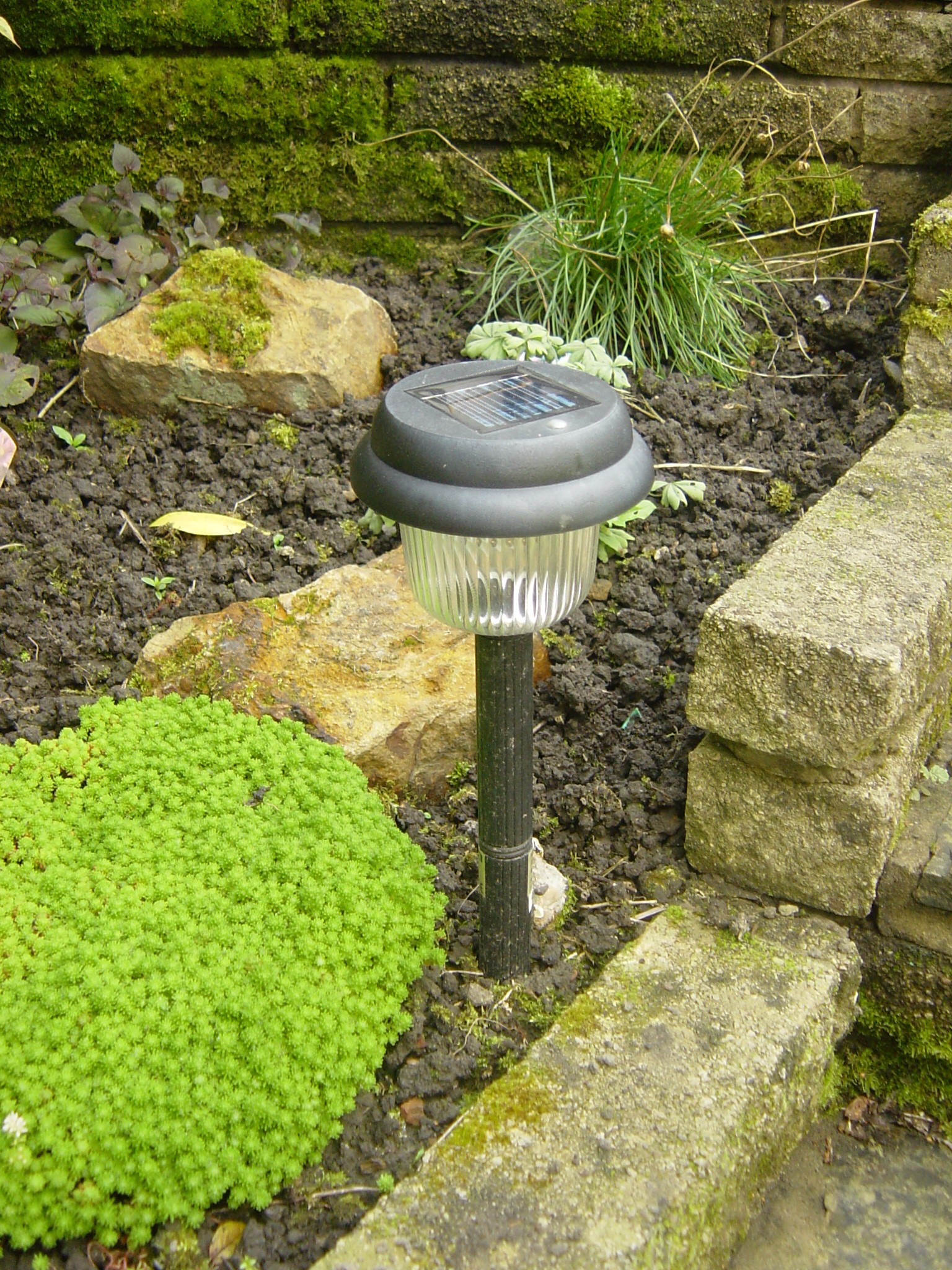
Lámpara solar

Una lámpara solar es un sistema de iluminación compuesto por una lámpara LED, paneles solares, batería eléctrica, controlador de carga y también puede haber un inversor. La lámpara funciona con electricidad de baterías, cargadas mediante el uso de paneles solares fotovoltaicos.
La iluminación doméstica de fuente solar puede reemplazar otras fuentes de luz como velas o lámparas de queroseno. 
Las lámparas solares tienen un costo operativo menor que las lámparas de queroseno porque la energía renovable del sol es libre, a diferencia del combustible. Además, las lámparas solares no producen contaminación del aire interior a diferencia de las lámparas de queroseno. Sin embargo, las lámparas solares generalmente tienen un costo inicial más alto y son dependientes  del clima.
Las lámparas solares para uso en situaciones rurales a menudo tienen la capacidad de proporcionar un suministro de electricidad para otros dispositivos, tal como cargar teléfonos celulares.

## Tecnologías con las que se fabrican las lámparas solares
Entre las tecnologías más usadas para la fabricación de lámparas solares, encontramos:

### Lámparas con sistema de fibra óptica
En este tipo de lámparas se diferencian dos elementos: el foco y el sistema de almacenamiento de energía. Estos están unidos por un cable de fibra óptica, lo que permite instalar estas lámparas en interiores, mientras el sistema de almacenamiento de energía está fuera.

### Lámparas con sistema de concentrador parabólico
Con este sistema se optimiza la captación de la energía solar. Estas lámparas no necesitan seguir la dirección de los rayos del sol, pero sí tienen en cuenta la posición del sol y de las edificaciones para aprovechar al máximo las horas de luz solar.